# (29751) 1999 CE4
1999 سي إي 4 (ويعرف أيضًا باسم (29751) 1999 سي إي 4 وفق تسمية الكوكب الصغير) (بالإنجليزية: 1999 CE4)‏ هو كويكب ضمن حزام الكويكبات؛ وترتيبه 29751 من حيث الاكتشاف.
اكتُشف هذا الجُرم الفلكي بواسطة Frank B. Zoltowski ‏ في 9 فبراير 1999.

## وصلات خارجية
- (29751) 1999 CE4 في قاعدة بيانات مختبر الدفع النفاث لأجرام النظام الشمسي الصغيرة

- الاكتشاف · مخطط المدار ·  العناصر المدارية · المعلمات المادية

- (29751) 1999 CE4 على موقع ويكي سكاي: DSS2, SDSS, GALEX, IRAS, Hydrogen α, X-Ray, Astrophoto, Sky Map, Articles and images